# Palaeopropithecinae
Paleopropithecinae, conocidos también como lémures perezosos son una subfamilia de la familia de lémures Indriidae, que en la actualidad se encuentra extinta. Hasta hace poco consistía de 4 géneros y 7 especies, pero un género se reasignó a otra subfamilia.
Eran de mayor tamaño que los lémures actuales. Poseían miembros largos y dedos curvos, y trepaban lentamente a las copas de los árboles. Se alimentaban de hojas duras. Su masa corporal variaba entre los 20 y 200 kilogramos, dependiendo de la especie.

## Clasificación
- Familia Indriidae
  - Subfamilia Paleopropithecinae (extinta)
    - Género Babakotia
      - Babakotia radofilai

    - Género Palaeopropithecus
      - Palaeopropithecus ingens

    - Género Archaeoindris
      - Archaeoindris fontoynonti

El género Mesopropithecus ha sido reasignado a la subfamilia Indriinae.